# Ben Cijon Chalfon
Ben Cijon Chalfon (hebrejsky: בן-ציון חלפון, žil 1930 – 21. září 1977) byl izraelský politik a poslanec Knesetu za stranu Ma'arach.

## Biografie

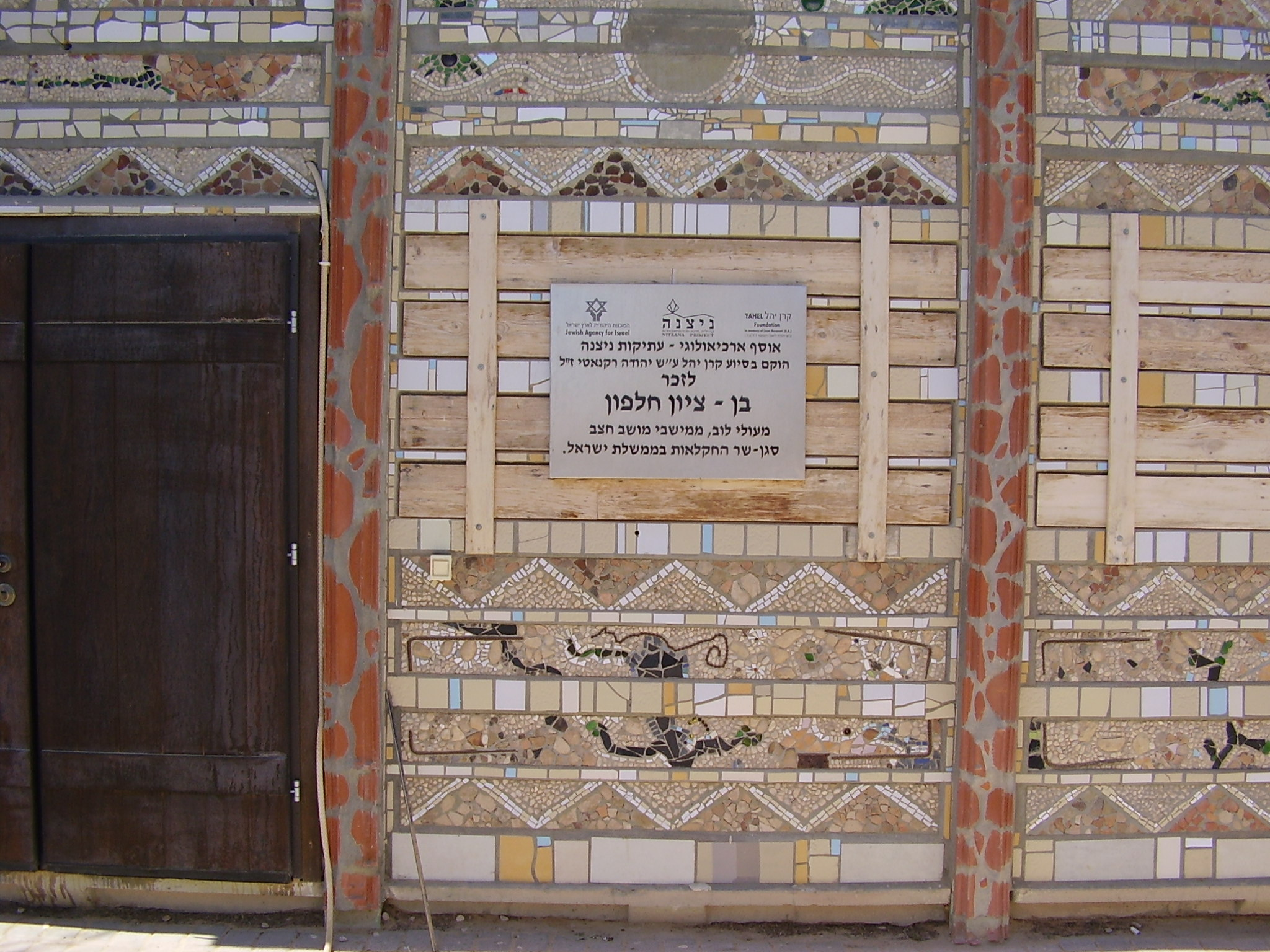
Muzeum ve vesnici Nicana pojmenované po Ben Cijonovi Chalfonovi

Narodil se ve městě Tripolis v tehdejším Italském Tripolsku (dnes Libye). V roce 1947 emigroval ilegálně do Itálie, byl zadržen Brity v iternačním táboře na Kypru. V roce 1948 přesídlil do Izraele. Vystudoval střední školu. Zapojil se do jednotek Palmach. Během války za nezávislost bojoval v izraelské armádě v brigádě Jiftach na severu státu. Byl jedním ze zakladatelů mošavu Chacav.

## Politická dráha
V mládí se zapojil jako do sionistického hnutí. Od roku 1949 pomáhal v absorpci židovských imigrantů z Libye. Byl aktivní v mošavovém hnutí a zastupoval tuto organizaci ve Straně práce.
V izraelském parlamentu zasedl poprvé po volbách v roce 1969, do nichž šel za Ma'arach. Byl členem parlamentního výboru finančního a výboru pro vzdělávání a kulturu. Opětovně byl za Ma'arach zvolen ve volbách v roce 1973. Nastoupil do výboru finančního. Ve volbách v roce 1977 mandát neobhájil. Zemřel krátce poté při dopravní nehodě poblíž Gedery.
Zastával i vládní post. V letech 1969–1974 byl náměstkem ministra zemědělství.